# Astra 5A
Astra 5A était l'un des satellites de communications Astra appartenant et exploité par SES à la position orbitale Astra 31,5°E. Lancé en 1997 à la position 5° Est par NSAB (Nordiska Satelit AB) (plus tard SES Sirius, désormais partie non autonome de SES) sous le nom de Sirius 2, l'exploitation du satellite a été transférée à SES en avril 2008, puis renommé et déplacé à 31,5° Est pour ouvrir une nouvelle position orbitale pour l'entreprise, en vue de développer des marchés en Europe centrale et orientale et au Moyen-Orient.  
Astra 5A est tombé en panne en orbite en 2009.

## Sirius 2 / GE-1E
Sirius 2 est un satellite de 32 transpondeurs, utilisé pour les transmissions directes au domicile (DTH) ainsi que pour les services de communication vidéo et de données. Sirius 2 dispose de deux faisceaux DTH, chacun avec 13 transpondeurs utilisés pour la transmission de chaînes de télévision vers des foyers équipés d'antennes paraboliques. L'un des faisceaux transmet vers la zone nordique et l'autre vers l'Europe centrale et Europe du Sud. GE AMERICOM, plus tard SES Americom, exploite 13 des transpondeurs dans le faisceau européen, initialement sous le nom de GE-1E.  
Sirius 2 dispose d'un troisième faisceau, destiné aux communications vidéo et de données. Il se compose de six transpondeurs de 36 MHz et couvre le nord et le centre de l'Europe.

## Marché
Le satellite Astra 5A fournissait deux faisceaux de diffusion, de polarisation horizontale et verticale, à travers deux empreintes, appelées le faisceau CEE (Europe centrale et orientale) et le faisceau PE (pan-européen). Le faisceau CEE permet la réception avec une antenne de 60 cm de la Pologne au Nord de la Turquie et des Balkans à la mer Noire, tandis que le faisceau PE étend la couverture de 60 cm de la Tunisie aux monts Oural et des États baltes à Israël.  
Les pays couverts incluent l'Arménie, l'Azerbaïdjan, la Biélorussie, la Bosnie, la Bulgarie, la République tchèque, la Géorgie, la Hongrie, l'Iran, la Jordanie, la Macédoine du Nord, la Moldavie, la Pologne, la Roumanie, la Russie, la Serbie, la Slovaquie, la Tunisie, la Turquie et l'Ukraine.

## Fin de vie du satellite
Le 16 janvier 2009, l'Astra 5A "a subi une anomalie technique menant à la fin de la mission du vaisseau spatial". Tout le trafic a cessé, une grande partie de celui-ci (notamment les chaînes pour le service câble allemand, Kabel Deutschland) ayant été transférée à Astra 28.5° Est. Le transfert des services vers Astra 1D n'était pas pratique car ce satellite, bien que co-localisé avec Astra 5A, était en orbite inclinée et n'était utilisable que pour les services de contribution TV et autres usages intermittents.  
En mars 2009, SES Astra a annoncé qu'en avril 2009, le satellite Astra 2C serait déplacé de la position 28.2° Est vers Astra 31.5° Est pour prendre temporairement en charge la mission d'Astra 5A jusqu'à ce qu'Astra 3B soit lancé vers Astra 23.5°E, à ce moment-là, un autre vaisseau spatial actuellement là pourrait être déplacé vers 31.5°E Le déplacement de l'Astra 2C a commencé en mai 2009 et a été terminé le 11 mai 2009.
En 2010, Astra 3B est entré en service à Astra 23.5°E et Astra 1G a été déplacé de cette position à Astra 31.5°E pour prendre en charge toute l'activité de diffusion d'Astra 2C, qui a été déplacé vers Astra 19.2°E en septembre 2010.  
En décembre 2013, il était prévu qu'un nouveau satellite, Astra 5B, soit lancé à la position Astra 31.5°E pour prendre définitivement en charge toute la diffusion à partir de cette position.
Après la perte des capteur solaire d'Astra 5A (utilisés pour s'orienter vers le Soleil afin de charger les batteries du vaisseau), les batteries se sont rapidement déchargées, rendant impossible l'envoi d'informations de contrôle vers le satellite. Des collisions étaient possibles, Intelsat 802 étant déclaré comme étant le plus probable. En avril 2009, SES Astra a indiqué avoir réussi à reprendre le contrôle du satellite et l'avoir déplacé hors de l'orbite géostationnaire, dans une orbite plus haute, probablement une orbite de rebut,.